# 이란 이슬람 공화국 태권도 연맹
이란 이슬람 공화국 태권도 연맹(페르시아어: فدراسیون تکواندو جمهوری اسلامی ایران, 영어: Islamic Republic of Iran Taekwondo Federation, IRITF)는 이란의 태권도 종목 행정을 총괄하는 스포츠 행정 기구이다.

## 참고 문헌
- “이란 이슬람 공화국 태권도 연맹” (영어). 세계 태권도 연맹.